# Kamarýn
Kamarýn (bielorruso: Камары́н) o Komarín (ruso: Комари́н) es un asentamiento de tipo urbano de Bielorrusia, perteneciente al distrito de Brahin de la provincia de Gómel.
En 2022, el asentamiento tenía una población de 2067 habitantes. Es sede de un consejo rural que incluye el propio asentamiento y siete pedanías, con una población total de 2548 habitantes.
Se conoce la existencia del asentamiento desde el siglo XVIII, cuando era un pueblo del voivodato de Kiev de la República de las Dos Naciones. Tras la partición de 1793, pasó a formar parte del Imperio ruso. Fue una pequeña aldea hasta finales del siglo XIX, cuando su población comenzó a crecer. En 1926 se incorporó a la RSS de Bielorrusia, dentro de la cual fue desde 1938 una de las capitales distritales de la provincia de Polesia. En la Segunda Guerra Mundial fue la primera capital distrital bielorrusa recuperada por la Unión Soviética tras la invasión nazi. Tras desaparecer la provincia de Polesia e incorporarse a la de Gómel en 1954, el pueblo adoptó el estatus de asentamiento de tipo urbano en 1959, pero en 1962 perdió el estatus de capital distrital. Desde 1986 se halla en una de las áreas más afectadas por el accidente de Chernóbil.
Se ubica junto a la frontera con Ucrania marcada por el río Dniéper, unos 5 km al norte de la carretera que une Chernóbil con Chernígov atravesando territorio bielorruso, sobre la carretera P35 que lleva a Brahin, en el entorno de la reserva radioecológica estatal de Polesia. Es el núcleo de población urbano más meridional de Bielorrusia.